# Granma (prowincja)
Granma – jedna z 14 prowincji Kuby, leżąca na południowym wschodzie kraju, jedna z najgęściej zaludnionych prowincji na Kubie. Nazwa upamiętnia jacht, na którym Fidel Castro i Ernesto „Che” Guevara wraz z 80 rewolucjonistami dostali się na wyspę w 1956 roku, by obalić reżim Fulgencio Batisty.

## Opis
Prowincja leży na południowym wschodzie wyspy Kuby. Od północy graniczy z prowincją Las Tunas, z północnego zachodu z prowincją Holguín, od południowego zachodu z Santiago de Cuba, z południa z Morzem Karaibskim, a ze wschodu z Zatoką Guacanayabo.
Stolica prowincji Granma to Bayamo.
Powierzchnia prowincji to 8327 km², co stanowi 7,5% powierzchni całego kraju.
W prowincji Granma rzeźba terenu jest zróżnicowana. W prowincji znajduje się wiele z najwyższych kubańskich szczytów górskich, a także obszerna równina Cauto, która jest jedną z największych na Kubie.
Najwyższe wzniesienie w prowincji Granma to szczyt La Bayamesa, który wynosi 1730 metrów nad poziomem morza. Jedną trzecią powierzchni Granmy zajmuje pasmo górskie Sierra Maestra. W paśmie tym ma swe źródła większość najważniejszych rzek prowincji. Największa z nich, rzeka Cauto, to najdłuższa rzeka na Kubie. Poza tym w Sierra Maetra biorą swój początek rzeki: Cautillo, Bayamo, Buey, Jicotea, Jibacoa, Macío, Mota Vicana i Yara.

## Gminy
Prowincja Granma podzielona jest na trzynaście gmin. Te gminy to: Bartolomé Masó, Bayamo, Buey Arriba, Campechuela, Cauto Cristo, Guisa, Jiguaní, Manzanillo, Media Luna, Niquero, Pilón, Río Cauto i Yara.
Inne miejscowości umieszczone w prowincji to: Veguitas, Santa Rita, Vado del Yeso, Babiney, Cauto Embarcadero, Cauto El Paso, Bueycito, Calicito, San Ramón i Ceiba Hueca.

## Demografia
Liczba ludności zamieszkującej prowincję Granma wynosi 835 218, z czego 482 022 to ludność miejska a 353 196 to ludność wiejska.
Prowincja jest piątą co do gęstości zaludnienia prowincją Kuby. Na km² przypada blisko 100 ludzi. 48,97% populacji stanowią kobiety, a pozostałe 51,03% stanowią mężczyźni. Przyrost naturalny wynosi 3,1 na 1000 mieszkańców.